# روبير بلانشي
روبير بلونشي (بالفرنسية: Robert Blanché)‏ رياضي، وإبستيمولوجي فرنسي. تدور معظم مؤلفاته حول المنطق، وفلسفة الرياضيات، من بينها (الاكسيوماتيك) 1955، و(الاستقراء العلمي و القوانين الاجتماعية) 1975.